# Guerra franco-spagnola
La guerra franco-spagnola fu un conflitto fra Spagna e Francia combattuto dal 1635 al 1659, iniziato con l'ingresso di quest'ultima nella guerra dei trent’anni alla quale già partecipava la Spagna. Il conflitto fra i due regni si protrasse per undici anni oltre la pace di Vestfalia, che aveva posto termine alla guerra dei trent'anni, per poi chiudersi con la pace dei Pirenei, che affermò la Francia come prima potenza europea.

## Il contesto
Per la Casa d'Asburgo, due rami della quale regnavano sulla Spagna e sull'Austria, la Francia era un rivale importante. Per gran parte dei secoli XVI e XVII, i due paesi furono disposti in blocchi contrapposti in tre punti dello scacchiere europeo: nei Paesi Bassi spagnoli a nord, nella Franca Contea sulla frontiera orientale e nel confine franco-spagnolo a sud. Le prospettive di espansione francese erano una minaccia per gli Asburgo e furono spesso fonte di conflitto armato e/o politico. Da parte sua la Francia cercò sempre di indebolire gli Asburgo nei loro territori ad essa limitrofi.
Quando i protestanti si impegnarono nella guerra dei trent'anni contro le armate imperiali il primo ministro francese, cardinale Richelieu, sovvenzionò finanziariamente i nemici dell'impero (in occasione del trattato di Bärwalde del 1631, con il quale i francesi si impegnavano a fornire alla Svezia in conflitto contro l'imperatore una somma di 400 000 talleri imperiali l'anno). La Svezia, che sotto la guida di Gustavo II Adolfo aveva registrato notevoli successi, tuttavia, con la morte di quest'ultimo nella battaglia di Lützen aveva iniziato a conoscere un andamento sfavorevole del conflitto. La sconfitta definitiva venne nei giorni 5 e 6 settembre 1634, quando fu sonoramente battuta a Nördlingen dalle truppe alleate di Spagna e del Sacro Romano Impero ed il trattato di pace che ne conseguì (pace di Praga, 30 maggio 1635) fu molto vantaggioso per gli Asburgo. Scontento dell'evoluzione del conflitto, il Richelieu decise di coinvolgere stavolta scopertamente la Francia nella lotta contro gli spagnoli ed entrò in guerra.

## Dal 1635 al 1648
Nel maggio 1635 Luigi XIII di Francia dichiarava guerra a Filippo IV di Spagna, sancendo l'entrata in guerra della Francia al fianco degli stati generali con l'intenzione di fare propri i Paesi Bassi spagnoli e al fianco della Savoia, Mantova e Parma per conquistare la Milano occupata dagli spagnoli. Nel 1636 un grande esercito francese, al quale si unì Vittorio Amedeo I di Savoia, invase il ducato di Milano, scontrandosi con gli spagnoli nella battaglia di Tornavento.
La Francia attaccò dunque le forze armate spagnole nei Paesi Bassi meridionali ed inviò armate in Lorena ed in Alsazia per tagliare le linee di comunicazione principali fra il nemico e i suoi territori nei Paesi Bassi, che si sviluppavano attraverso quelle regioni e tramite il porto di Genova. Nel 1640 i francesi occuparono la città di Perpignano. Il 19 maggio 1643 l'armata francese, agli ordini del principe di Condé, mise termine alla reputazione di invincibilità della fanteria spagnola, riportando una decisiva vittoria contro gli spagnoli a Rocroi.
La battaglia di Rocroi ebbe grandi effetti sull'andamento del conflitto. Per la prima volta in un secolo, un'armata spagnola era stata sconfitta in battaglia. La Spagna, nonostante fosse riuscita, malgrado la forte batosta, successivamente, a ricostituire l'esercito delle Fiandre, non poté rimpiazzare i veterani perduti, e non poté più portare offensive contro la Francia dai domini delle Fiandre. I francesi, d'altra parte, poterono concentrare i loro sforzi nel teatro tedesco e in quello spagnolo, fornendo un più valido appoggio alle forze svedesi e protestanti che operavano contro le truppe imperiali. Con gli sforzi combinati di Francia e Svezia, sia pure con sconfitte alternate a vittorie sul campo di battaglia, la guerra dei trent'anni terminò il 24 ottobre 1648 con la sconfitta imperiale (pace di Vestfalia), mentre la Spagna continuò la guerra capitolando solo nel 1659.

## Dal 1648 al 1659

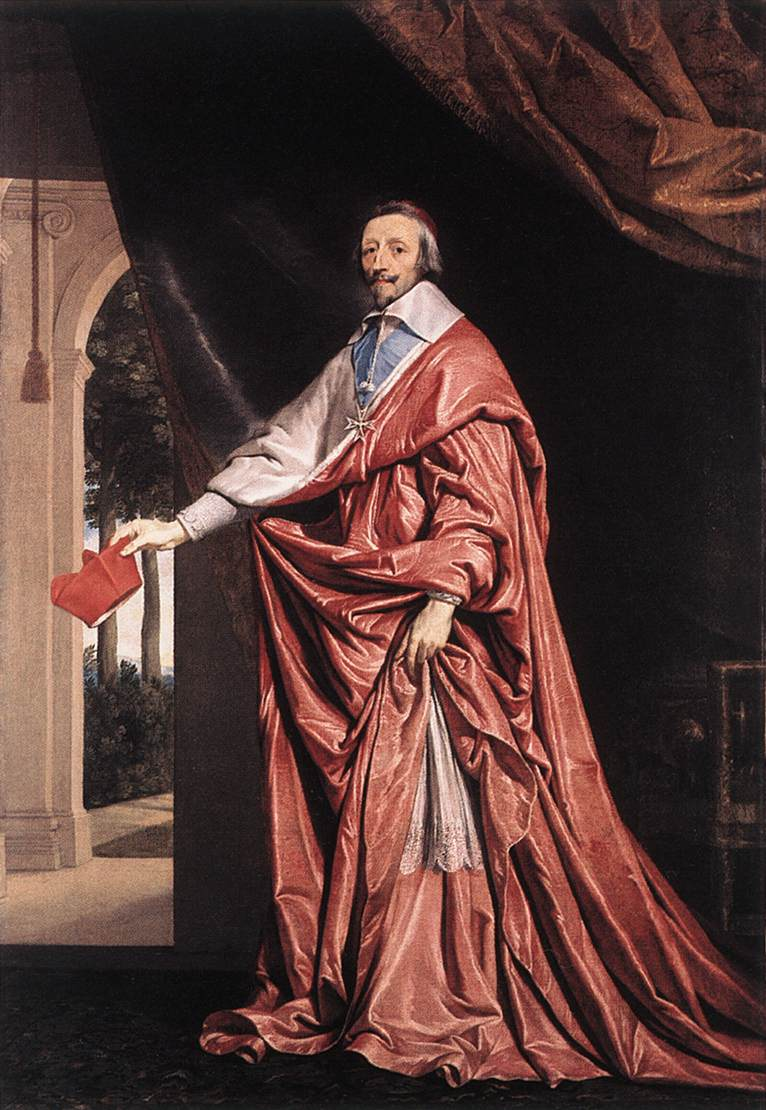
Il cardinale Richelieu

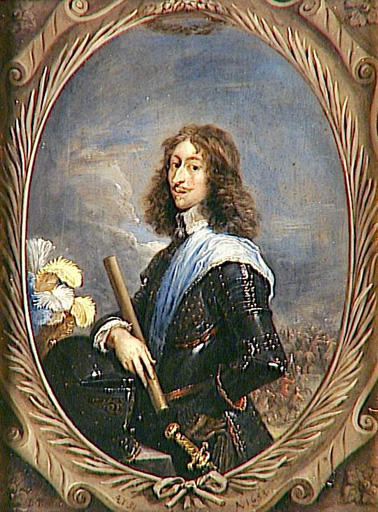
Il Grand Condé ritratto da David Teniers il giovane

Nel 1648 la Francia fu scossa da una seria rivolta: la Fronda. Parte della nobiltà non tollerava di dover sottostare al potere regale, incarnato allora dal cardinale Mazarino e dalla reggente in nome di Luigi XIV, la regina madre Anna d'Austria, e si ribellò utilizzando la sua forte presenza nel Parlamento di Parigi e sobillando il popolo.
Il re fu costretto a fuggire da Parigi con la madre ed il cardinale Mazarino, principale bersaglio dei frondisti, il 6 gennaio 1649. La prima fase della rivolta, detta Fronda parlamentare, domata con l'intervento del Condé, si esaurì nell'arco di un anno ma subito ne emerse un'altra, quella dei nobili detta anche Fronda principesca, più violenta della precedente, che dette luogo a movimenti di truppe delle due fazioni formatesi: i nemici di Mazarino (ed anche della reggente Anna) ed i suoi alleati.
Per lungo tempo le dispute interne create dalla Fronda ed il conflitto con la Spagna, che sosteneva sia militarmente che finanziariamente i nobili rivoltosi, si intercalarono. Il principe di Condé, che Mazzarino aveva tentato di far arrestare perché tramava per usurpare il trono a Luigi, cambiò partito schierandosi dalla parte degli spagnoli, mentre il visconte di Turenne, dopo un breve sbandamento, ritornò con il Mazarino. Questi se ne andò due volte in esilio per poi tornare più forte di prima. Il Condé, dopo aver subito l'arresto da parte di truppe realiste, se ne andò a prestare servizio per il nemico della Francia: la Spagna. La guerra fra i due regni continuò quindi su tutti i teatri ove le due potenze si trovavano a contatto: Fiandre, Catalogna ed Italia. Nel 1652 la regione del Rossiglione fu occupata dalle truppe francesi fedeli al re.
Nel 1653 la Francia era così affamata che nessuno dei due contendenti, difensori ed invasori, riuscì a trovare provviste sufficienti per poter condurre una campagna militare fino al mese di luglio.
Nel 1654 l'avvenimento principale fu l'assedio e la liberazione di Arras: la notte fra il 24 ed il 25 agosto l'armata del Turenne diede l'assalto alle linee di difesa ed il Condé si salvò solo grazie ad alcune audaci cariche di cavalleria da lui stesso condotte, spada in pugno.
Per quanto le Fiandre furono il teatro principale degli scontri, i combattimenti interessarono anche i domini italiani degli Asburgo di Spagna. Nel 1655 un grande esercito francese, al quale si unirono le forze del duca di Savoia e di Francesco I d'Este, sotto il comando di Tommaso di Savoia invase il ducato di Milano, stringendo d'assedio Pavia.

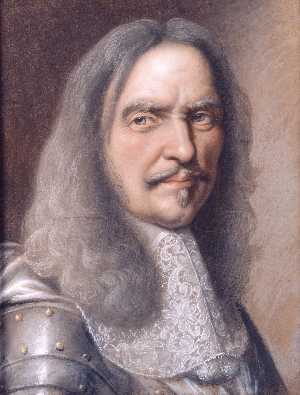
Henri de la Tour d'Auvegne-Bouillon, visconte di Turenne ritratto da Robert Nanteuil

Nel 1655 Turenne conquistò le fortezze di Landrecies, Condé-sur-l'Escaut e di Saint-Ghislain. Il 16 luglio 1656 il principe di Condé tentò di rifarsi della sconfitta di Arras dando l'assalto alle linee di difesa apprestate dal Turenne attorno a Valenciennes, ma quest'ultimo riuscì a ritirarsi in buon ordine.
La campagna del 1657 fu relativamente calma. In virtù di un trattato d'alleanza promosso dal Mazarino, Cromwell inviò un corpo di fanteria di 6 000 uomini in appoggio
ai francesi: Cromwell cercava di proteggere le navi inglesi dalla permanente minaccia dei corsari di Dunkerque, privandoli del porto dal quale partivano i loro attacchi e Mazarino gli promise, in caso di vittoria, Dunkerque e la Giamaica. L'esercito francese, al comando del maresciallo di Francia Henri de La Tour d'Auvergne, visconte di Turenne, inflisse una sonora sconfitta agli spagnoli, guidati dal Gran Condé e da Don Giovanni d'Austria, nella battaglia delle Dune, presso Dunkerque (14 giugno 1658) e la guarnigione di Dunkerque si arrese il 25 giugno.
La guerra venne a conclusione l'anno successivo con il trattato dei Pirenei (7 novembre 1659). Esso fu molto vantaggioso per i francesi che ottennero l'Artois, la regione del Rossiglione, 33 comuni della Cerdagna e numerose piazzeforti nelle Fiandre.
Nel gennaio dell'anno successivo il principe di Condé chiese ed ottenne da Luigi XIV il perdono, fu reintegrato nei suoi possedimenti e nel grado e da quel momento si comportò sempre con lealtà verso il suo sovrano.

## Conseguenze

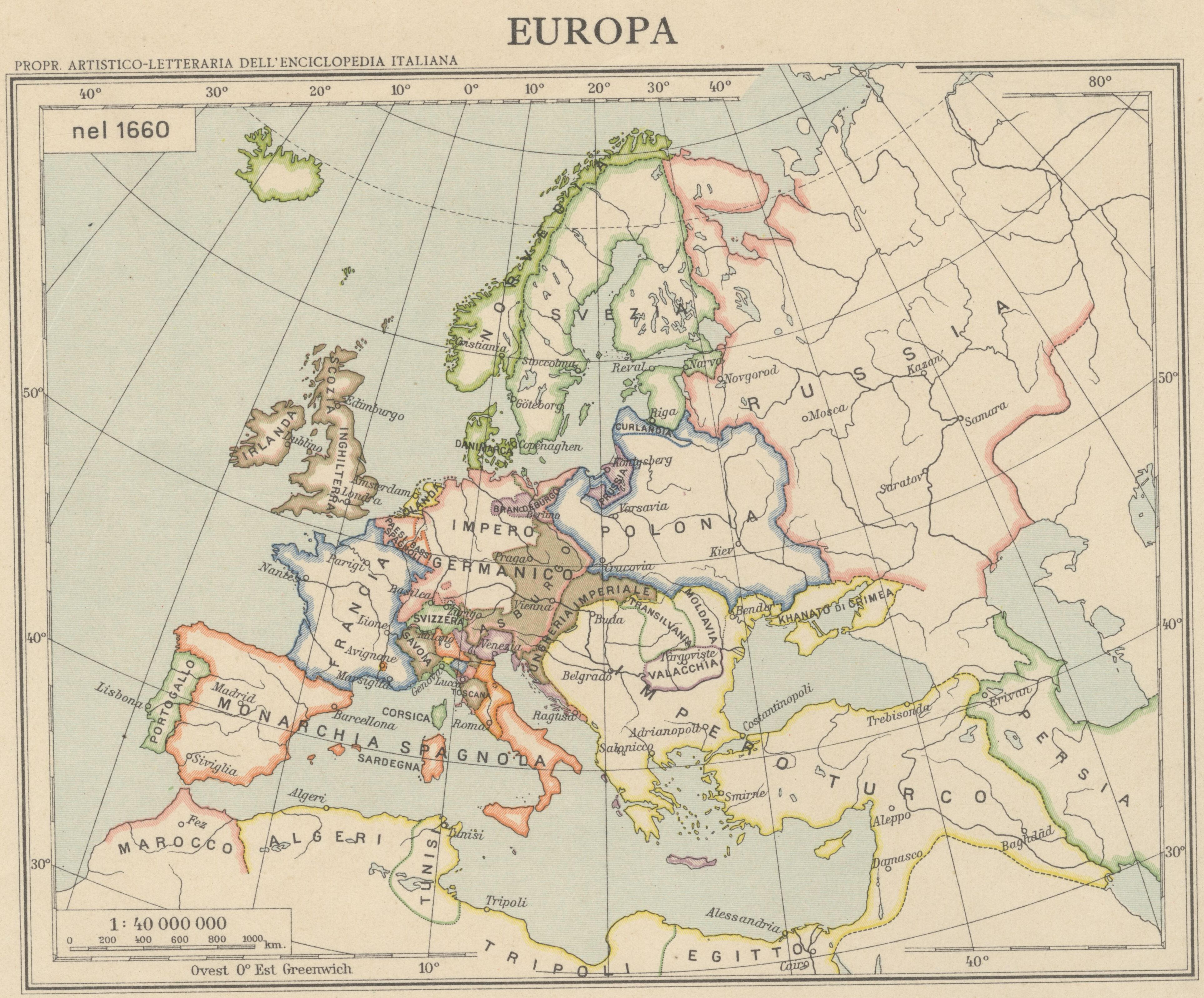
Mappa dell'Europa nel 1660

Con la pace dei Pirenei la Francia si affermò come prima grande potenza in Europa, mentre la Spagna abbandonò definitivamente qualsiasi progetto egemonico e abdicherà, di lì in poi, al ruolo di grande potenza, recedendo in una posizione di secondo piano.
Il 9 giugno 1660 a Saint-Jean-de-Luz, Luigi XIV sposava la cugina germana, l'infanta di Spagna Maria Teresa, figlia di Filippo IV di Spagna e di Elisabetta di Francia (1602 – 1644), come stabilito in appendice agli accordi del trattato dei Pirenei.